# Torricelliaceae
Torricelliaceae är en familj av tvåhjärtbladiga växter. Torricelliaceae ingår i ordningen araliaordningen, klassen tvåhjärtbladiga blomväxter, fylumet kärlväxter och riket växter. Enligt Catalogue of Life omfattar familjen Torricelliaceae 10 arter. 
Kladogram enligt Catalogue of Life:
| Torricelliaceae | \| \| Aralidium \| \| \| \| \| \| Melanophylla \| \| \| \| \| \| Torricellia \| \| \| \| |
|                 | \| \| Aralidium \| \| \| \| \| \| Melanophylla \| \| \| \| \| \| Torricellia \| \| \| \| |
|                 | Apiaceae                                                                                 |
|                 |                                                                                          |
|                 | araliaväxter                                                                             |
|                 |                                                                                          |
|                 | Griseliniaceae                                                                           |
|                 |                                                                                          |
|                 | Myodocarpaceae                                                                           |
|                 |                                                                                          |
|                 | Pennantiaceae                                                                            |
|                 |                                                                                          |
|                 | Pittosporaceae                                                                           |
|                 |                                                                                          |
|                 | Aralidium                                                                                |
|                 |                                                                                          |
|                 | Melanophylla                                                                             |
|                 |                                                                                          |
|                 | Torricellia                                                                              |
|                 |                                                                                          |

|  | Aralidium    |
|  |              |
|  | Melanophylla |
|  |              |
|  | Torricellia  |
|  |              |

## Bildgalleri

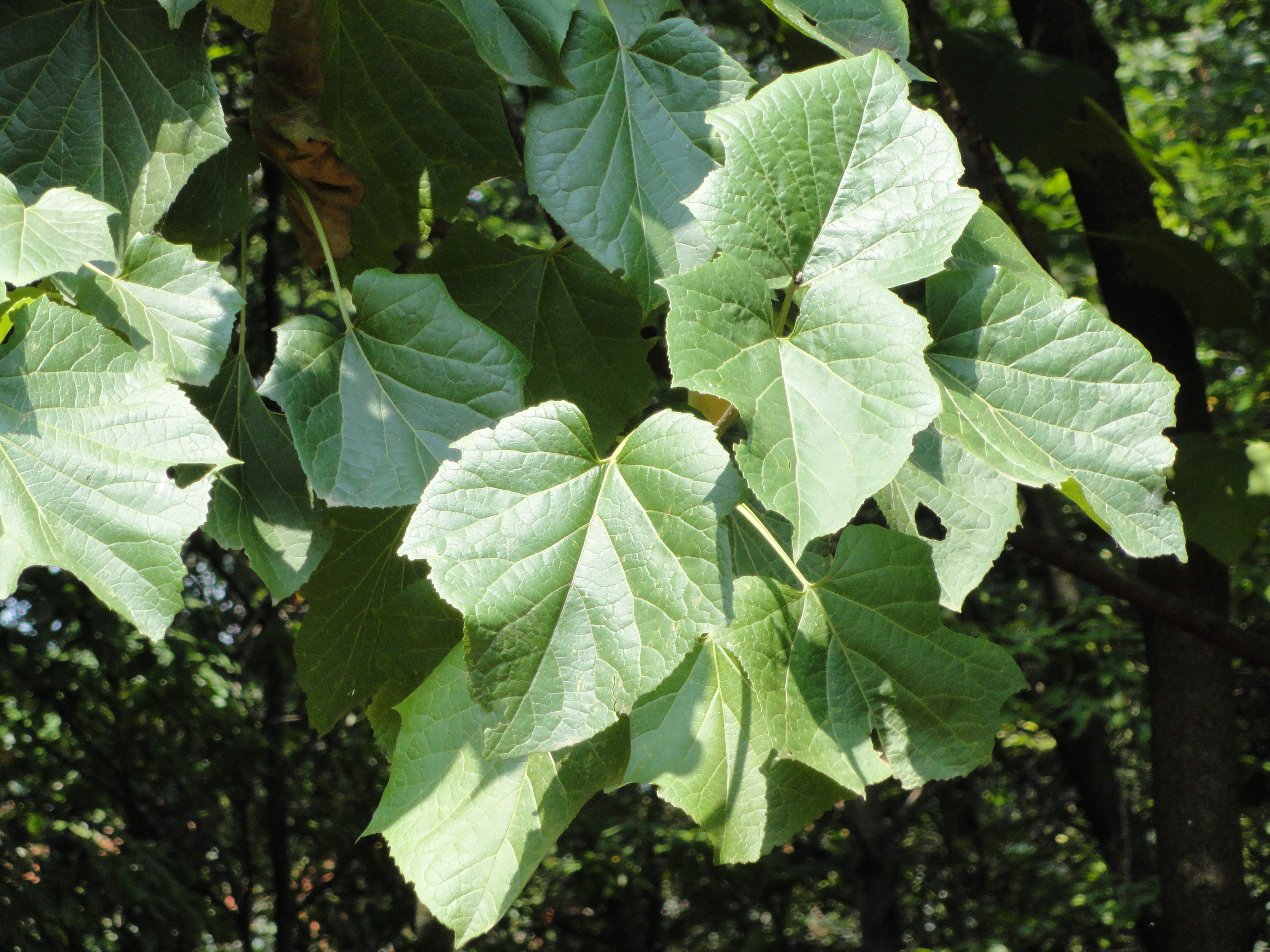